# Білка Маре
Білка Маре, Білка — річка в Україні (Сторожинецький район Чернівецької області) та Румунії (повіт Сучава). Ліва притока Сучави (басейн Дунаю).

## Опис
Довжина річки 18 км. Формується з багатьох безіменних струмків та 2 водойм.

## Розташування
Бере початок на південному сході від смт Красноїльськ. Тече переважно на південний схід, перетинає українсько-румунський кордон і в комуні Фретеуцій-Ной впадає у річку Сучаву, праву притоку Дунаю.